# Успенский монастырь (Новомосковск)
Свя́то-Успе́нский монасты́рь — мужской православный монастырь Тульской епархии Русской православной церкви, расположенный в городе Новомосковске Тульской области.
На территории построены пять храмов — храм Покрова Пресвятой Богородицы, храм Успения Пресвятой Богородицы, надвратный храм в честь мучеников Флора и Лавра, летний храм в честь Святых Жен Мироносиц и домовой храм в игуменском корпусе в честь преподобного Сергия Радонежского, а также братские корпуса. Главная святыня обители — икона Божией Матери «Взыскание погибших», написанная по просьбе Матроны Московской, и ковчег с частицей её мощей, переданный патриархом Московским и всея Руси Алексием II.

## История
В 1990 году администрация Новомосковска сдала в аренду здание бывшего кафе «Лада», где была создана православная община — молитвенный дом в честь Рождества Пресвятой Богородицы. Настоятелем его стал иерей Евгений Мосягин. 19 декабря 1990 года, в памяти святителя Николая Чудотворца, была отслужена первая Литургия. Указом Митрополита Тульского и Белевского Серапиона (Фадеева) от 15 августа 1991 настоятелем молитвенного дома в Новомосковске, а вместе с этим и благочинным Новомосковского округа был назначен иеромонах Лавр (Тимохин). C 28 августа начались регулярные богослужения.
Прихожан становилось всё больше, и храм уже не мог всех вместить. Поэтому было принято решение о строительстве большой церкви. В 1993 году архимандрит Кирилл (Наконечный) в праздник Рождества Пресвятой Богородицы освятил Успенский храм.
Так случилось, что в Новомосковске почти все священнослужители в начале-середине 1990-х годов были монахами. Таким образом в Новомосковске сложилась монашеская община. 6 июня 1995 года Священный синод Русской православной церкви благословил открытие в Новомосковске Свято-Успенского мужского монастыря. Архимандрит Лавр (Тимохин) был утверждён наместником монастыря.
В 2013 году архимандрит Лавр принимает решение построить летний храм, чтобы богослужения в теплое время года проходили на свежем воздухе. За несколько недель храм был выстроен и освящён в честь Святых Жен-Мироносиц. Первое богослужение в нём прошло на Пасху 5 мая 2013 года.
После смерти архимандрита Лавра митрополит Тульский и Ефремовский Алексий (Кутепов) благословил создание здесь дома-музея (мемориальной комнаты). В день памяти мучеников Иллирийских Флора и Лавра в 2018 году освящён храм и их честь над северо-западными вратами.